# Mike James (basketballer, 1975)
Michael "Mike" Lamont James (Amityville, 23 juni 1975) is een Amerikaans voormalig basketballer.

## Carrière
James speelde collegebasketbal voor de Duquesne Dukes van 1994 tot 1998. In 1998 werd hij niet gekozen in de NBA draft. Hij tekende daarop in mei 1998 een contract bij de Long Island Surf uit de United States Basketball League. Tijdens het seizoen 1998/99 speelde hij in de Oostenrijkse competitie bij SKN St. Pölten waarmee hij landskampioen werd. In 1999 tekende hij bij het Franse ESPE Basket Châlons-en-Champagne, na een seizoen ging hij spelen voor SLUC Nancy Basket.
In juli 2001 tekende hij bij de Miami Heat samen met Malik Allen. Eind oktober 2001 werd zijn contract ontbonden samen met dat van Rodney Buford en Kimani Ffriend. In november 2001 tekende hij bij de Rockford Lightning uit de Continental Basketball Association. Midden december tekende hij opnieuw bij de Miami Heat waar hij de rest van het seizoen speelde. Hij bleef bij de club tot het einde van het seizoen 2002/03 toen hij een vrije speler werd.
Hij tekende in 2003 bij de Boston Celtics maar werd in februari 2004 geruild naar de Detroit Pistons in een ruil waarbij ook de Atlanta Hawks betrokken waren. Andere spelers in deze ruil waren Rasheed Wallace, Chris Mills, Željko Rebrača, Bob Sura, Chucky Atkins, Lindsey Hunter en enkele draftkeuzes. In augustus 2004 tekende hij als vrije speler bij de Milwaukee Bucks. In februari 2005 werd hij geruild naar de Houston Rockets samen met Zendon Hamilton voor Reece Gaines en twee draftkeuzes.
In oktober 2005 werd hij door de Rockets geruild naar de Toronto Raptors voor Rafer Alston, bij de Raptors kende hij zijn beste seizoen uit zijn carrière. In juli 2006 tekende hij als vrije speler bij de Minnesota Timberwolves voor vier seizoenen. In juni 2007 werd hij geruild naar de Houston Rockets samen met Justin Reed voor Juwan Howard. In februari 2008 werd hij geruild naar de New Orleans Hornets in een ruil waarbij ook de Memphis Grizzlies betrokken waren. Daarnaast werden ook de volgende spelers geruild: Bonzi Wells, Malick Badiane, Serhi Lisjtsjoek, Adam Haluska, Bobby Jackson en Marcus Vinicius.
In december 2008 werd hij opnieuw geruild ditmaal naar de Washington Wizards in een ruil waarbij opnieuw de Memphis Grizzlies betrokken was. Andere spelers waren ditmaal Javaris Crittenton en Antonio Daniels. In maart 2010 werd zijn contract bij de Wizzards ontbonden. Hij tekende hierna in november 2010 bij de Zhejiang Golden Bulls uit China. In 2011 speelde hij ook nog voor het Turkse Aliağa Gençlik SK. 
In januari 2012 tekende hij bij de Erie BayHawks uit de NBA D-League. Na amper drie wedstrijden kreeg hij een contract bij de Chicago Bulls. Eind januari 2012 werd zijn contract weer ontbonden. Hij keerde hierna terug naar de Erie BayHawks, in zowel februari als maart 2012 tekende hij een tien-dagen contract bij de Bulls. In april 2012 tekende hij voor de rest van het seizoen bij de Chicago Bulls.
In januari 2013 tekende hij bij de Texas Legends. Een paar dagen later kreeg hij een 10-dagen contract bij de Dallas Mavericks. Na een tweede contract van 10 dagen tekende hij eind januari voor de rest van het seizoen bij Dallas. In september 2013 tekende hij opnieuw bij de Chicago Bulls maar in december werd zijn contract ontbonden. Begin januari 2014 tekende hij weer opnieuw bij de Bulls met een 10-dagen contract. Pas in april 2014 tekende hij voor de rest van het seizoen bij de Bulls. Tijdens het seizoen 2014/15 speelde hij nog voor de Texas Legends.

## Erelijst
- NBA-kampioen: 2004
- Oostenrijks landskampioen: 1999
- Oostenrijks All-Star: 1999
- Nummer 13 teruggetrokken door de Duquesne Dukes[1]

## Statistieken

### Reguliere Seizoen
| Seizoen  | Team                   | WG  | WS  | MPW  | 2P%  | 3P%  | FW%   | RPW | APW | SPW | BPW | PPW  |
| -------- | ---------------------- | --- | --- | ---- | ---- | ---- | ----- | --- | --- | --- | --- | ---- |
| 2001/02  | Miami Heat             | 15  | 0   | 7,9  | 34,9 | 38,1 | 57,1  | 0,9 | 1,3 | 0,4 | 0,1 | 2,8  |
| 2002/03  | Miami Heat             | 78  | 8   | 22,1 | 37,3 | 29,4 | 73,2  | 1,9 | 3,2 | 0,8 | 0,1 | 7,8  |
| 2003/04  | Boston Celtics         | 55  | 55  | 30,6 | 41,8 | 38,1 | 80,0  | 3,2 | 4,4 | 1,3 | 0,0 | 10,7 |
| 2003/04  | Detroit Pistons        | 26  | 0   | 19,7 | 40,1 | 36,4 | 84,4  | 2,2 | 3,7 | 1,0 | 0,0 | 6,3  |
| 2004/05  | Milwaukee Bucks        | 47  | 0   | 24,8 | 44,6 | 38,2 | 74,4  | 2,6 | 3,9 | 0,9 | 0,1 | 11,4 |
| 2004/05  | Houston Rockets        | 27  | 5   | 25,6 | 43,3 | 39,3 | 76,4  | 3,2 | 2,9 | 0,9 | 0,1 | 12,4 |
| 2005/06  | Toronto Raptors        | 79  | 79  | 37,0 | 46,9 | 44,2 | 83,7  | 3,3 | 5,8 | 0,9 | 0,0 | 20,3 |
| 2006/07  | Minnesota Timberwolves | 82  | 65  | 25,2 | 42,2 | 37,2 | 83,7  | 2,0 | 3,6 | 0,7 | 0,1 | 10,1 |
| 2007/08  | Houston Rockets        | 33  | 1   | 16,3 | 35,0 | 32,4 | 78,6  | 1,6 | 1,6 | 0,5 | 0,1 | 6,5  |
| 2007/08  | New Orleans Hornets    | 21  | 0   | 8,7  | 34,4 | 30,4 | 100,0 | 0,8 | 0,3 | 0,2 | 0,0 | 2,7  |
| 2008/09  | New Orleans Hornets    | 8   | 0   | 9,3  | 32,0 | 75,0 | 50,0  | 0,9 | 1,0 | 0,3 | 0,0 | 2,5  |
| 2008/09  | Washington Wizards     | 53  | 50  | 29,7 | 38,7 | 36,7 | 83,8  | 2,4 | 3,6 | 0,8 | 0,1 | 9,6  |
| 2009/10  | Washington Wizards     | 4   | 0   | 11,5 | 30,0 | 33,3 | 50,0  | 0,8 | 1,3 | 0,8 | 0,0 | 4,5  |
| 2011/12  | Chicago Bulls          | 11  | 0   | 10,9 | 40,8 | 60,0 | 87,5  | 0,9 | 2,6 | 0,4 | 0,2 | 4,8  |
| 2012/13  | Dallas Mavericks       | 45  | 23  | 19,2 | 37,3 | 38,4 | 79,3  | 1,6 | 3,1 | 0,6 | 0,1 | 6,1  |
| 2013/14  | Chicago Bulls          | 11  | 0   | 7,0  | 23,8 | 20,0 | 0,0   | 0,6 | 1,5 | 0,2 | 0,0 | 1,0  |
| Carrière | Carrière               | 595 | 286 | 24,1 | 41,7 | 37,9 | 80,2  | 2,2 | 3,5 | 0,8 | 0,1 | 9,9  |

### Play-offs
| Seizoen  | Team                | WG | WS | MPW  | 2P%  | 3P%  | FW%   | RPW | APW | SPW | BPW | PPW  |
| -------- | ------------------- | -- | -- | ---- | ---- | ---- | ----- | --- | --- | --- | --- | ---- |
| 2003/04  | Detroit Pistons     | 22 | 0  | 8,9  | 39,6 | 42,9 | 56,3  | 1,2 | 1,1 | 0,2 | 0,0 | 2,6  |
| 2004/05  | Houston Rockets     | 7  | 0  | 24,4 | 46,8 | 0,0  | 95,8  | 1,9 | 2,3 | 0,9 | 0,3 | 11,6 |
| 2007/08  | New Orleans Hornets | 4  | 0  | 7,0  | 33,3 | 40,0 | 100,0 | 0,3 | 0,3 | 0,5 | 0,0 | 3,0  |
| Carrière | Carrière            | 33 | 0  | 11,9 | 42,5 | 28,6 | 81,0  | 1,2 | 1,2 | 0,4 | 0,1 | 4,5  |

1 Billups · 
3 B. Wallace · 
7 James · 
8 Ham · 
10 Hunter · 
13 Okur · 
22 Prince · 
31 Miličić · 
32 Hamilton · 
34 Williamson · 
36 R. Wallace · 
41 Campbell · 
Coach Brown